# Hans Holbein le Jeune
Pour les articles homonymes, voir Holbein.
Hans Holbein le Jeune, né à Augsbourg, en Bavière, vers 1497 et mort à Londres en 1543, entre le 8 octobre et le 29 novembre, est un peintre et graveur de la Renaissance nordique, d'abord sujet du Saint-Empire romain germanique, puis citoyen de Bâle (ancienne Confédération suisse). Une de ses œuvres les plus connues est Les Ambassadeurs, peinte en 1533 et représentant deux envoyés, l'un de la noblesse, l'autre du clergé. Il excelle particulièrement dans les portraits, comme celui du roi d'Angleterre Henri VIII.

## Biographie
Fils du peintre Hans Holbein l'Ancien, il est le frère cadet du peintre Ambrosius Holbein (c.1494 - c.1519), avec lequel il étudie dans l'atelier paternel qui était alors un des plus fameux et recherchés de la ville. Hans et son frère Ambrosius profitèrent aussi sans doute de l'enseignement de leur oncle, Hans Burgkmair, l'un des plus grands peintres allemands de l'époque.
En 1515, il se rend à Bâle, haut lieu de l'humanisme. De 1516 à 1526. Il réalise des portraits, pour la haute bourgeoisie commerçante, en particulier celui des Époux Meyer, Jakob Meyer étant alors bourgmestre de la ville. En 1517, à Lucerne, l'administration communale recommande de petits travaux de décoration et il réalise des fresques, aujourd'hui détruites, pour la demeure du bourgmestre Jacob von Hertenstein, pour lesquelles il fit probablement appel à son père. Les dessins préparatoires montrent des innovations qui évoquent un voyage à Milan avec son oncle Hans Burgkmair pendant l'année 1518.
En 1519, de retour à Bâle, il est conféré maître par la Guilde des peintres et signe le Portrait de Bonifacius Amerbach, humaniste, homme de lettres et juriste. Amerbach est un vieil ami d'Érasme et lui présente Holbein quatre ans plus tard. La même année, il épouse Elsbeth, une riche veuve. En 1520, il obtient la citoyenneté bâloise et en 1521 commence les fresques aujourd'hui disparues de la salle du Grand Conseil. C'est aussi l'année de la naissance de son fils Philipp. En 1523, il rencontre Érasme de Rotterdam qui vit à Bâle depuis 1521 et fait de lui deux portraits, qui deviennent plus tard son laisser-passer pour l'Angleterre où Érasme les fait envoyer à des amis anglais.

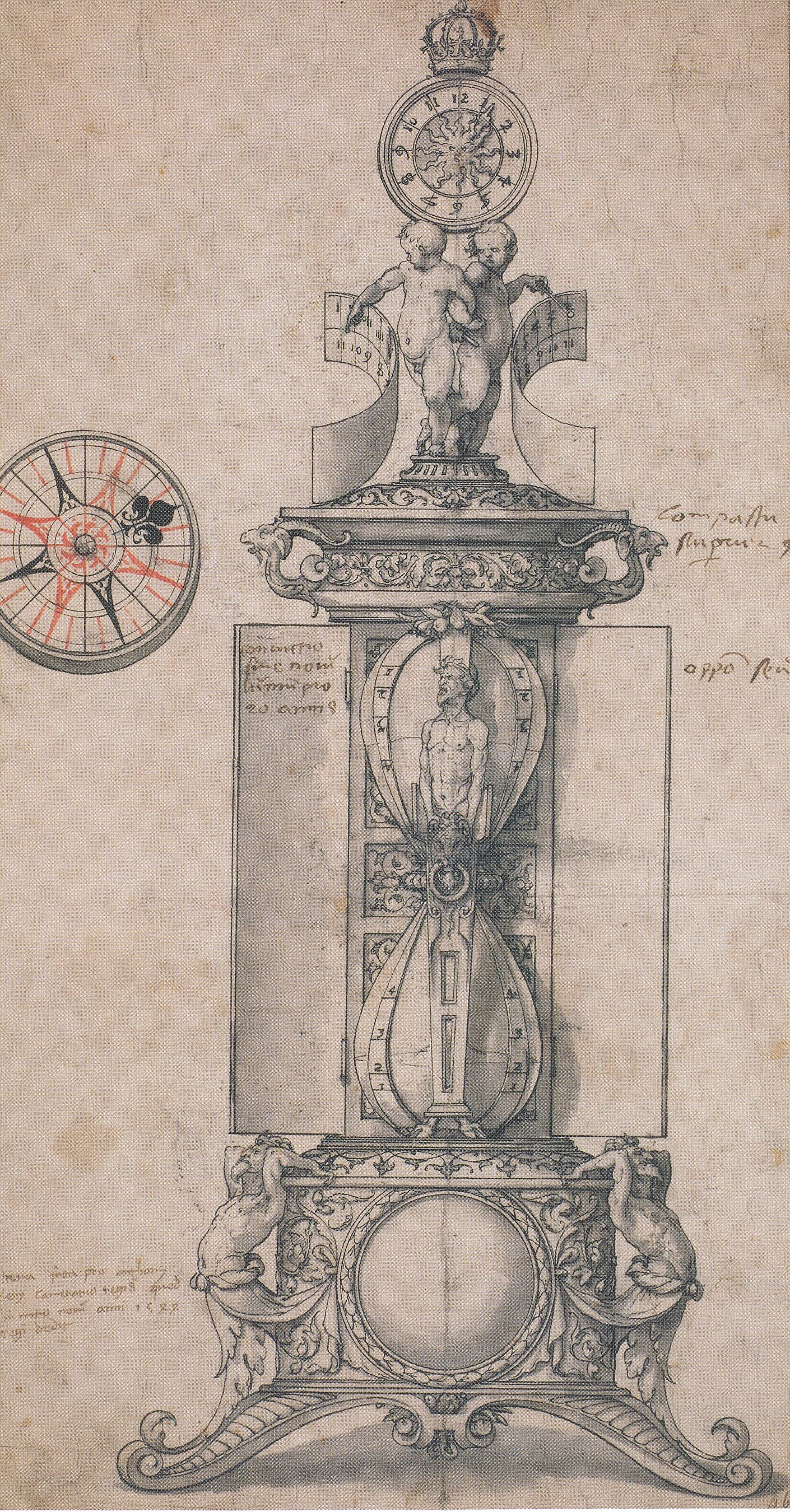
Design pour l'horloge-sablier (Clocksalt) pour Anthony Denny, 1543. crayon et encre noire sur papier avec des délavés gris et rouge sur le compas, British Museum, Londres.

Lors d'un voyage en France en 1524, il découvre Léonard de Vinci. Il y apprend sa fameuse technique « des trois crayons », consistant à exécuter les portraits à l'encre noire, à la sanguine et à la craie blanche. Durant cette période, il accomplit également de nombreux voyages en Italie, à Rome et Florence. Influencé par Matthias Grünewald, son style s'ouvre aux nouvelles conceptions de la Renaissance italienne. Il travaille également à des compositions religieuses, décorations murales, cartons de vitraux et gravures.
En 1526, fuyant la Réforme, il part pour Londres, recommandé par Érasme à Thomas More. Il revient à Bâle en 1528, où il s'achète une maison, après avoir vécu en Angleterre dans une atmosphère de liberté intellectuelle et spirituelle qui va lui manquer à Bâle. La ville est alors en proie au fanatisme et à l'intolérance religieuse qui font fuir Érasme réfugié à Fribourg.

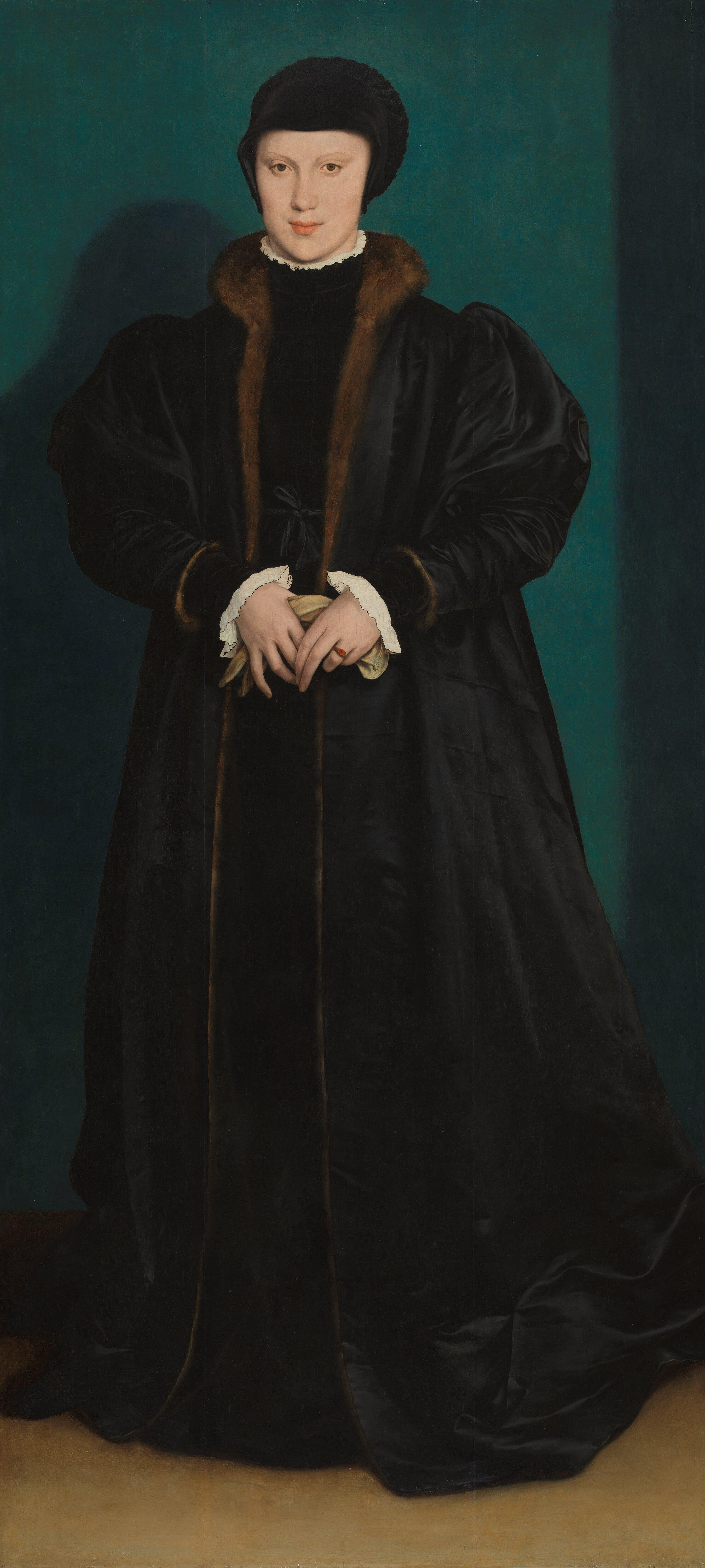
Portrait de Christine de Danemark
1538, National Gallery, Londres

Il est donc de retour à Londres en 1533. Mais là aussi Thomas More est tombé en disgrâce et la liberté d'esprit n'est plus au rendez-vous. Ses commanditaires ne sont plus les humanistes mais les riches marchands qui veulent être représentés avec tous les attributs de leur pouvoir. Cette époque constitue l'apogée de sa carrière. Il exécute le projet d'un arc de triomphe pour l'entrée d'Anne Boleyn à Londres et peint le tableau Les Ambassadeurs en 1533. Ce dernier est particulier. En effet, une partie de cette œuvre est réalisée selon le procédé de l'anamorphose. Ainsi, si le regard se positionne par rapport à la tranche droite du tableau, on voit apparaître un crâne humain au milieu des deux personnages. La présence de ce crâne fait de ce tableau un memento mori, qui rappelle à l'humilité. Les deux personnages représentés sont invités à se souvenir qu'ils sont mortels comme tout un chacun.
En 1536, nommé peintre-valet de chambre d'Henri VIII, il devient en peu de temps le peintre officiel de la cour d'Angleterre. Entre 1538 et 1539, il voyage en Europe afin de faire le portrait des princesses candidates au mariage avec Henri VIII après la mort de Jeanne Seymour. Il signe alors le Portrait de Christine de Danemark et le Portrait d'Anne de Clèves. En 1540, c'est Anne de Clèves que le roi épouse.
En 1543, entre le 7 octobre et le 29 novembre, en pleine gloire, il meurt de maladie à l'âge de 46 ans environ. Karel van Mander déclara au début du XVIIe siècle qu'Holbein mourut de la peste mais cette assertion est à prendre avec précaution : elle est remise en question par plusieurs historiens. Wilson, par exemple, doute de cette histoire du fait de la présence des amis d'Holbein à son chevet au moment de son trépas et Peter Claussen suggère qu'il mourut plutôt des suites d'une infection. Son testament nous apprend l'existence de deux fils naturels, qu'il dote généreusement.
Recherchant derrière les apparences les expressions marquantes des visages, il cherche à réunir les traditions gothiques et les nouvelles tendances humanistes.

## Réception

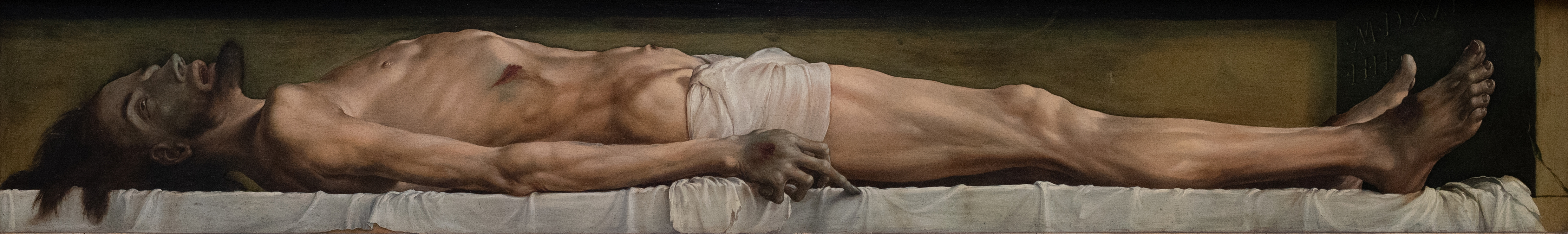
Le Corps du Christ mort dans la tombe
1521, Bâle

Selon Anna Dostoïevskaïa, qui fait un rapport circonstancié de l'incident, et qui craint une nouvelle crise d'épilepsie à cette occasion, Fiodor Dostoïevski, grand admirateur d'Holbein, est fort secoué lorsqu'il voit à Bâle, en juin 1867, le tableau Le Corps du Christ mort dans la tombe ; selon lui, « ce tableau peut faire perdre la foi. » Le tableau l'a tellement troublé qu'il en fait une brève description dans L'Idiot.

## Œuvres

### À Bâle
Le musée d'art de la ville de Bâle possède la plus importante collection au monde d'œuvres de la famille Holbein.

Les Ambassadeurs
1533, Londres

- 1516 : Portraits de Jacob Meyer et de Dorothée Kannengiesser, détrempe sur panneau, 38,5 × 31 cm chaque, Kunstmuseum (Bâle)[3]
- 1519 : Portrait de Bonifacius Amerbach, détrempe sur panneau, 48 × 35 cm, Kunsthistorisches Museum de Vienne[3]
- 1521-22 : Le Corps du Christ mort dans la tombe, détrempe sur panneau, 30,5 × 200 cm, Kunstmuseum (Bâle)
- 1521-1522 Retable Oberried, détrempe sur panneau : Adoration des bergers et Adoration des mages, 231 × 110 cm, dôme de Fribourg
- 1522 : La Madone de Soleure Huile sur bois de tilleul, 143,3 × 104 cm, musée des beaux-arts, Soleure
- 1523 : Portrait d'Érasme de Rotterdam, détrempe sur papier, marouflé sur bois de pin, 37 × 30 cm, Kunstmuseum (Bâle)[9]
- 1526 : Laïs de Corinthe, huile sur bois de tilleul, 37 × 27 cm, Kunstmuseum (Bâle)[10]
- 1526-1528 : Dame à l'écureuil et à l'étourneau, huile sur chêne, 56 × 39 cm, National Gallery, Londres[5]
- 1526 repris en 1529 :
  - La Vierge et l'Enfant avec la famille du bourgmestre Meyer, retable, huile sur bois, 146,5 × 102 cm, Darmstadt, Schlossmuseum[11]
- 1527 :
  - Portrait de William Warham, bois, 82 × 66 cm, Musée du Louvre[12]
  - Portrait de Thomas More, huile sur panneau, 75 × 60 cm, Frick Collection, New York[13]
  - Anne Cresacre, bru de Thomas More, pierre noire et pastel sur papier, 37,9 × 26,9 cm, Royal Library, château de Windsor.
  - Portrait de Nikolaus Kratzer, huile sur toile, 81,9 × 64,8 cm, musée du Louvre[3]
  - Portrait de Sir Bryan Tuke, huile sur panneau, 49 × 38 cm, National Gallery of Art, Washington
- 1528 :
  - La Femme du peintre avec ses deux aînés, détrempe, 77 × 64 cm, Kunstmuseum (Bâle)[3]
  - Portrait d'Érasme écrivant, huile sur bois, 42 × 32 cm, musée du Louvre, Paris[3]
  - Portrait de Thomas Godsalve et de son fils John Godsalve, détrempe sur panneau, 35 × 36 cm, Gemäldegalerie Alte Meister, Dresde[11]
- 1532 : Portrait de Georg Gisze, huile sur bois, 96,3 × 85,7 cm, Gemäldegalerie (Berlin)
- 1532 : Portrait d'un membre de la famille Wedigh, probablement Hermann Wedight, huile sur bois (2 planches de chêne de Baltique), 42,2 × 32,4 cm, Metropolitan Museum of Art, New York.
- 1532-1533 : Portrait de Thomas Cromwell, huile sur panneau, 78 × 64 cm, Frick Collection, New York[13]
- 1533 :
  - Les Ambassadeurs, huile sur panneau, 207 × 209 cm, Londres, National Gallery[3]
  - Portrait de Dirk Tybis, détrempe sur panneau, 48 × 35 cm, Kunsthistorisches Museum de Vienne[3]
  - Portrait de Robert Cheseman, 1533, détrempe sur panneau, 59 × 63 cm, Mauritshuis, La Haye[11]
- 1534-1535 : Portrait d'homme au luth, tempera sur bois, 43 × 43 cm, Gemäldegalerie (Berlin)
- 1536 : Portrait de Sir Richard Southwell, huile sur bois, 47,5 × 38 cm, Florence, Galerie des Offices.

### À la cour d'Angleterre
- 1536 : Portrait de Jane Seymour, reine d'Angleterre, panneau de chêne, 65 × 51 cm, Kunsthistorisches Museum de Vienne[14]
- 1536-1537 :
  - Portrait d'Henri VIII, détrempe sur panneau, 26 × 19 cm, Collection Thyssen[3]
  - Portrait d'Henri VIII, huile sur bois, 237,7 × 134,6 cm, Walker Art Gallery, Liverpool
  - Portrait de Jeanne Seymour, détrempe sur panneau, 26 × 19 cm, Mauritshuis, La Haye. Serait une réplique de l'original conservé à Vienne par l'artiste et l'atelier[11].
- 1538 :
  - Portrait de Christine de Danemark, détrempe sur panneau, 178 × 81 cm, National Gallery (Londres)
  - Portrait de Jean Bugenhagen, Chantilly, musée Condé
  - Portrait de Sir Henry Wyatt, Musée du Louvre[15]
  - Portrait d'Edouard VI, prince de Galles à deux ans, détrempe sur panneau, 57 × 44 cm, National Gallery of Art, Washington[11]
- 1539 :
  - Portrait d'Anne de Clèves, reine d'Angleterre, quatrième épouse d'Henri VIII, 1539, vélin sur toile, 65 × 48 cm, Musée du Louvre
  - Thomas Howard, huile sur panneau, 81 × 61 cm, Royal Collection, Château de Windsor
- 1539-1540 : Henri VIII, détrempe sur panneau, 88 × 75 cm, Galerie nationale d'art ancien (Rome)[3]
- vers 1540 : portrait de Jane Pemberton Small
- 1541 : Portrait d'un jeune marchand, panneau de chêne, 46 × 35 cm, Kunsthistorisches Museum de Vienne[14]
- 1542 : Autoportrait, pastels colorés, 32 × 26 cm, musée des Offices, Florence[3]
- 1543 :
  - Portrait d'Antoine de Lorraine, Berlin, Gemäldegalerie
  - Portrait d'Edouard, prince de Galles, détrempe sur panneau, diam. 32,4 cm, Metropolitan Museum of Art, New York
  - Docteur John Chambers, médecin d'Henri VIII, panneau de chêne, 58 × 40 cm, Kunsthistorisches Museum de Vienne[14]

### Gravures
En 1526, il réalise une série de 41 gravures sur bois : « Danse macabre ». Elles seront publiées sans texte en 1530, puis en 1538, dans un recueil intitulé « Simulacres et historiées faces de la mort » ; en 1545 les gravures, primitivement au nombre de 41, furent portées à 53 et accompagnées de sentences latines et de quatrains moraux français. Il ne s’agit pas de farandoles où la mort entraîne ses victimes vers leur fin et les scènes ne se passent pas non plus dans les cimetières, la mort fait irruption dans la vie quotidienne, elle interrompt les activités de chacun, qu’il s’agisse du travail du négociant, de l’activité du juge, du médecin ou encore du chevalier. La mort surprend les hommes dans leurs occupations ou dans les plaisirs qu’offre la vie ; elle ne fait aucune distinction d’ordre ou de classe. Cependant, toujours agressive et moqueuse, « la mort » d'Holbein prend les allures d’un justicier, l’œuvre de l’artiste a un côté subversif dans la mesure où il dénonce les abus du pouvoir, les autorités religieuses qui profitent de leur statut et la puissance des plus riches. Certes, il montre que la mort touche tout le monde mais avec ironie et férocité il ridiculise les puissants (dans le domaine religieux et politique) en dénonçant leurs travers ou leurs manquements au rang qu’ils doivent tenir ou aux serments prononcés.
- Gray, musée Baron-Martin : Portrait de femme, gravure, 40 × 28 cm.

### Dessins
- Christ au repos, 1519, dessin à la plume et au pinceau sur papier brun, Kupferstichkabinett, Berlin[16]
- Étude de mouvement d'un corps féminin, 1535, dessin à la plume et au pinceau, Kunstmuseum (Bâle)[16]
- Portrait de jeune homme, pierre noire et sanguine, 30 × 19 cm, Collection Ian Woodner, New York[17]

### Galerie

Thomas More 1527, Frick Collection
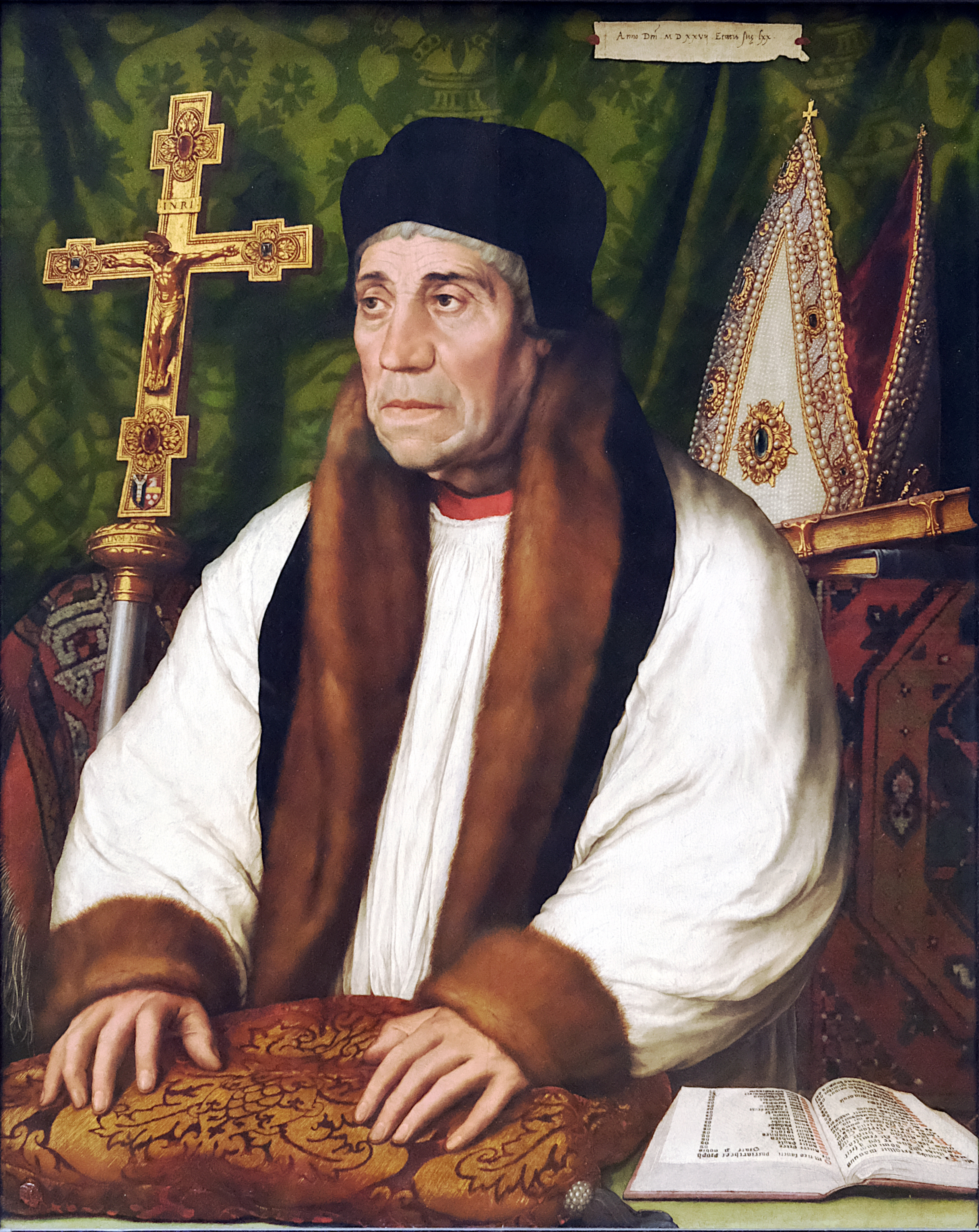
Portrait de William Warham 1527 (ou 1528), Musée du Louvre
Érasme 1528, Bâle
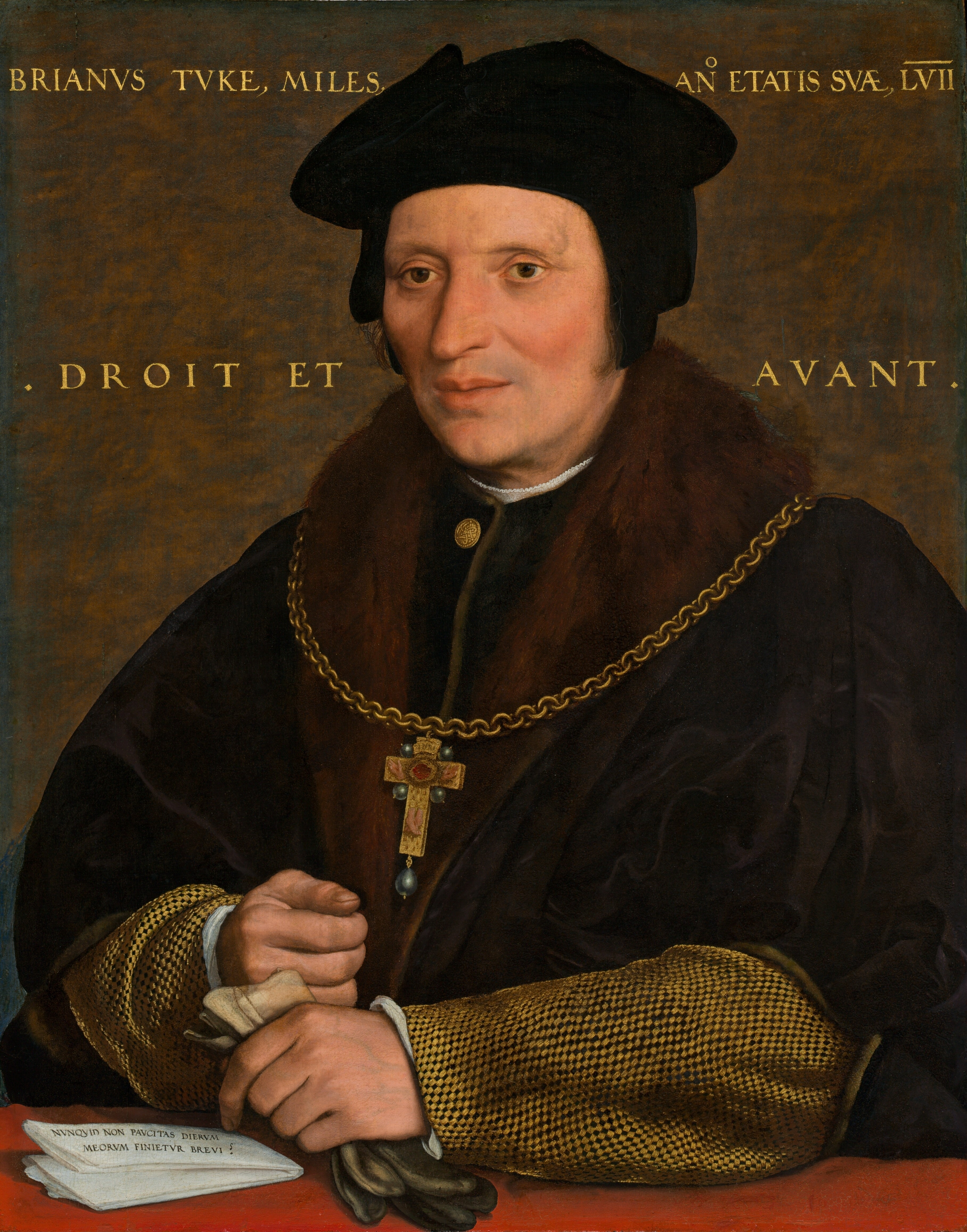
Sir Brian Tuke 1528, Washington
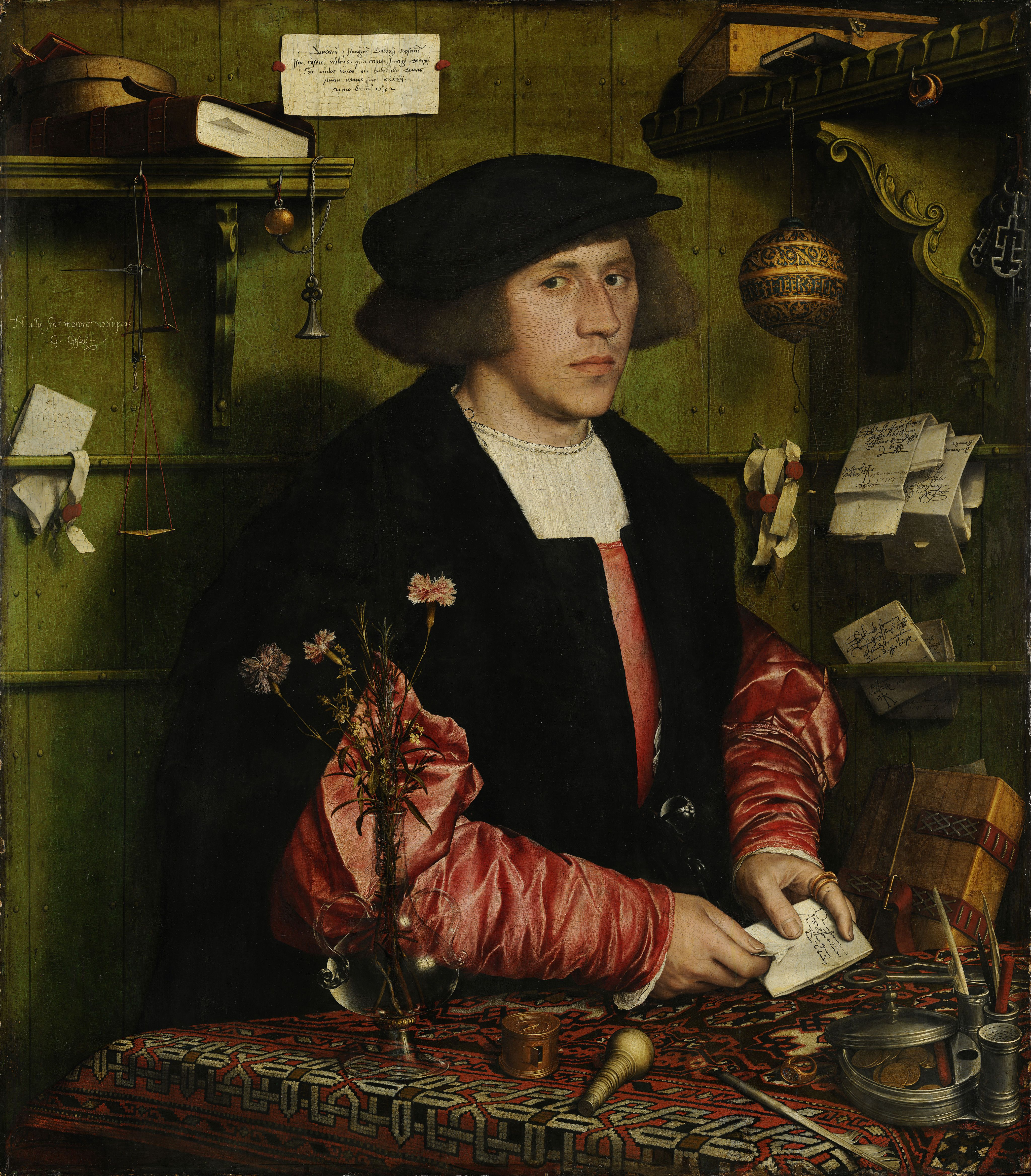
Georg Giese 1532, Berlin
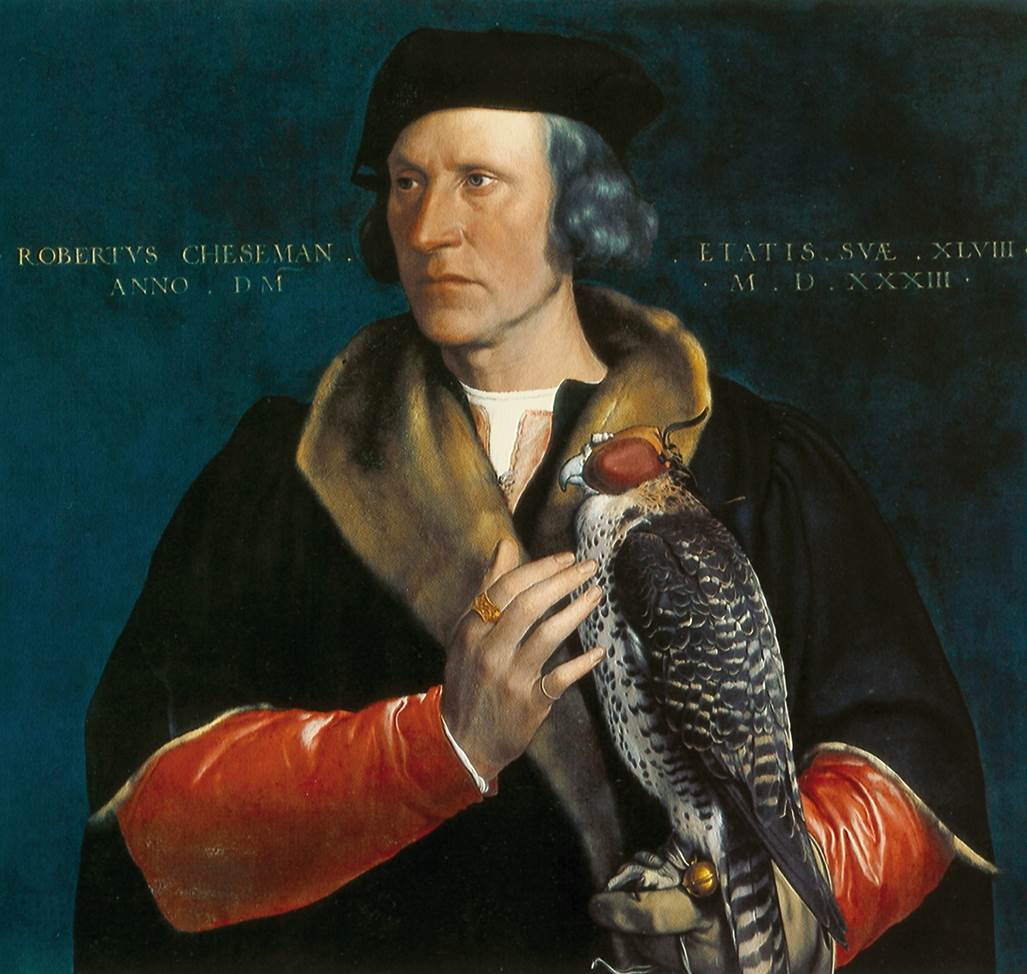
Robert Cheseman 1533, La Haye
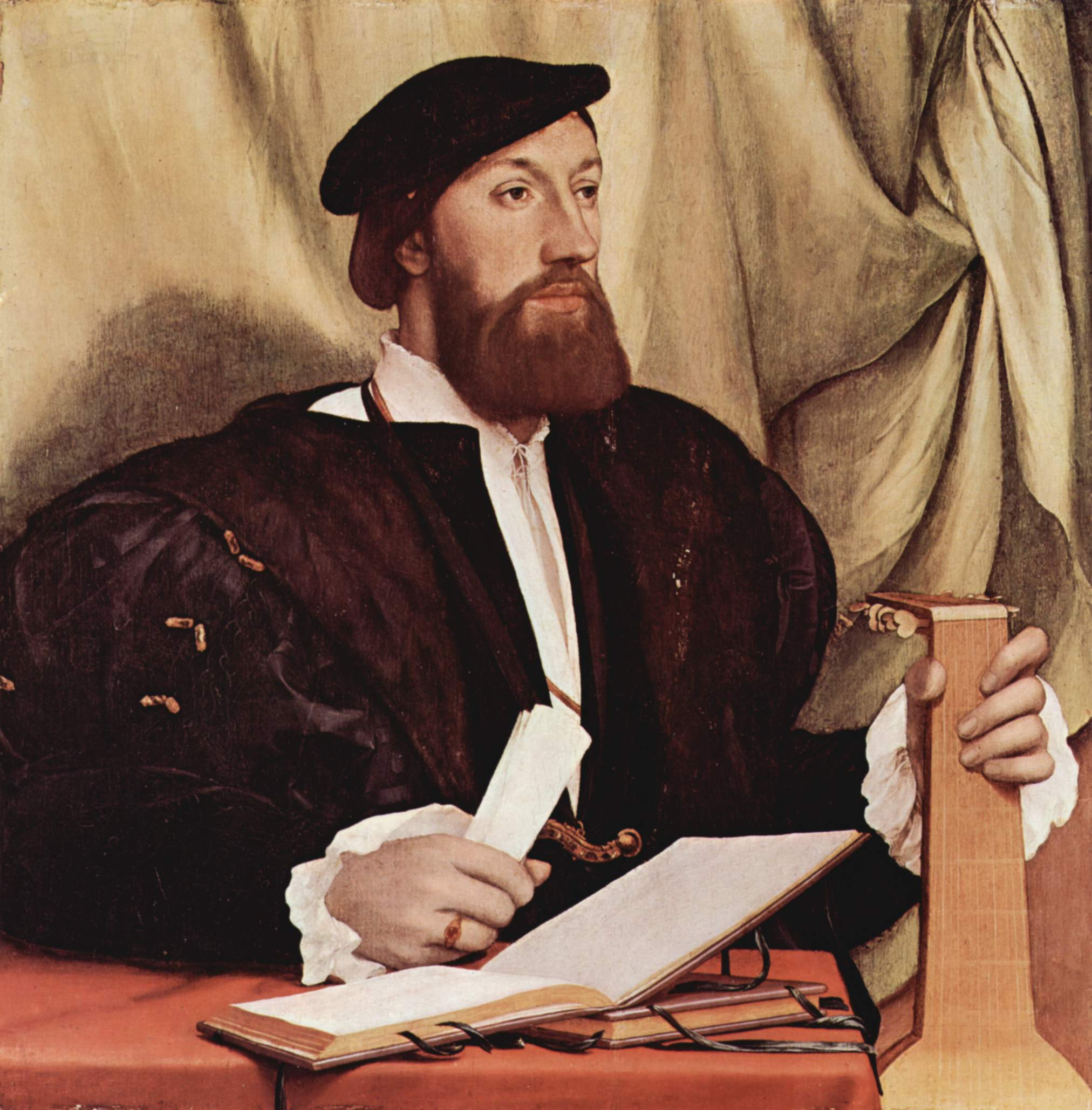
Portrait d'un musicien 1534, Berlin
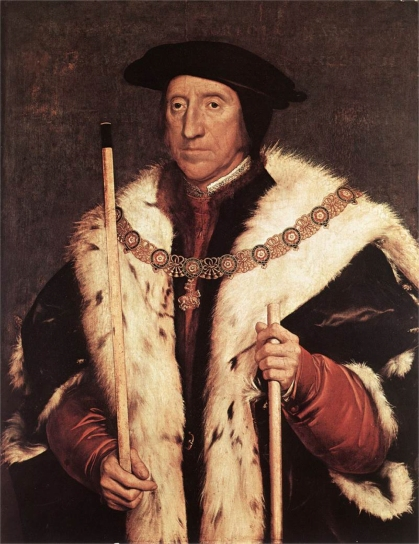
Thomas Howard 1539, Château de Windsor
Portrait d'Anne de Clèves 1539, Musée du Louvre
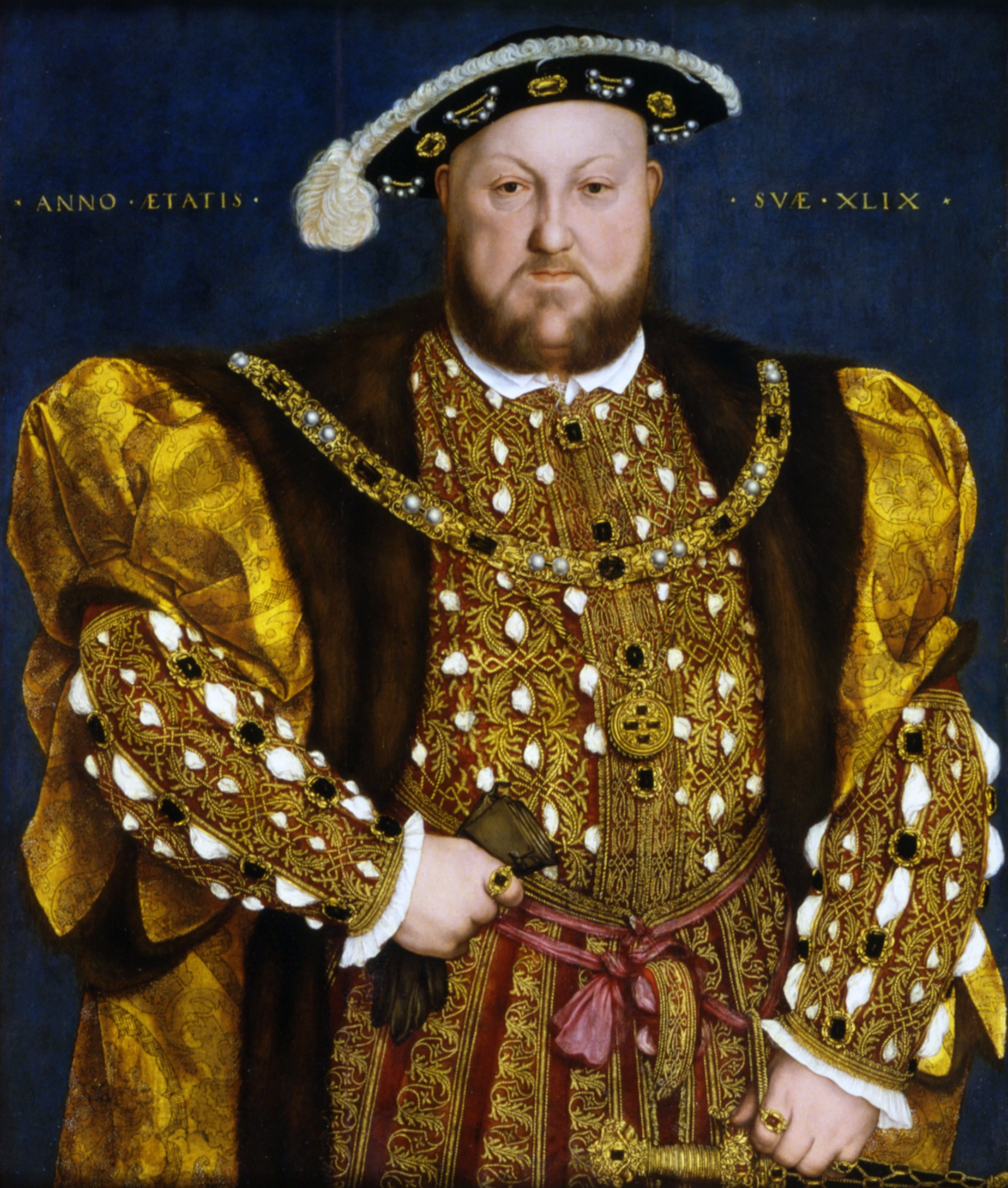
Henri VIII 1539, Rome
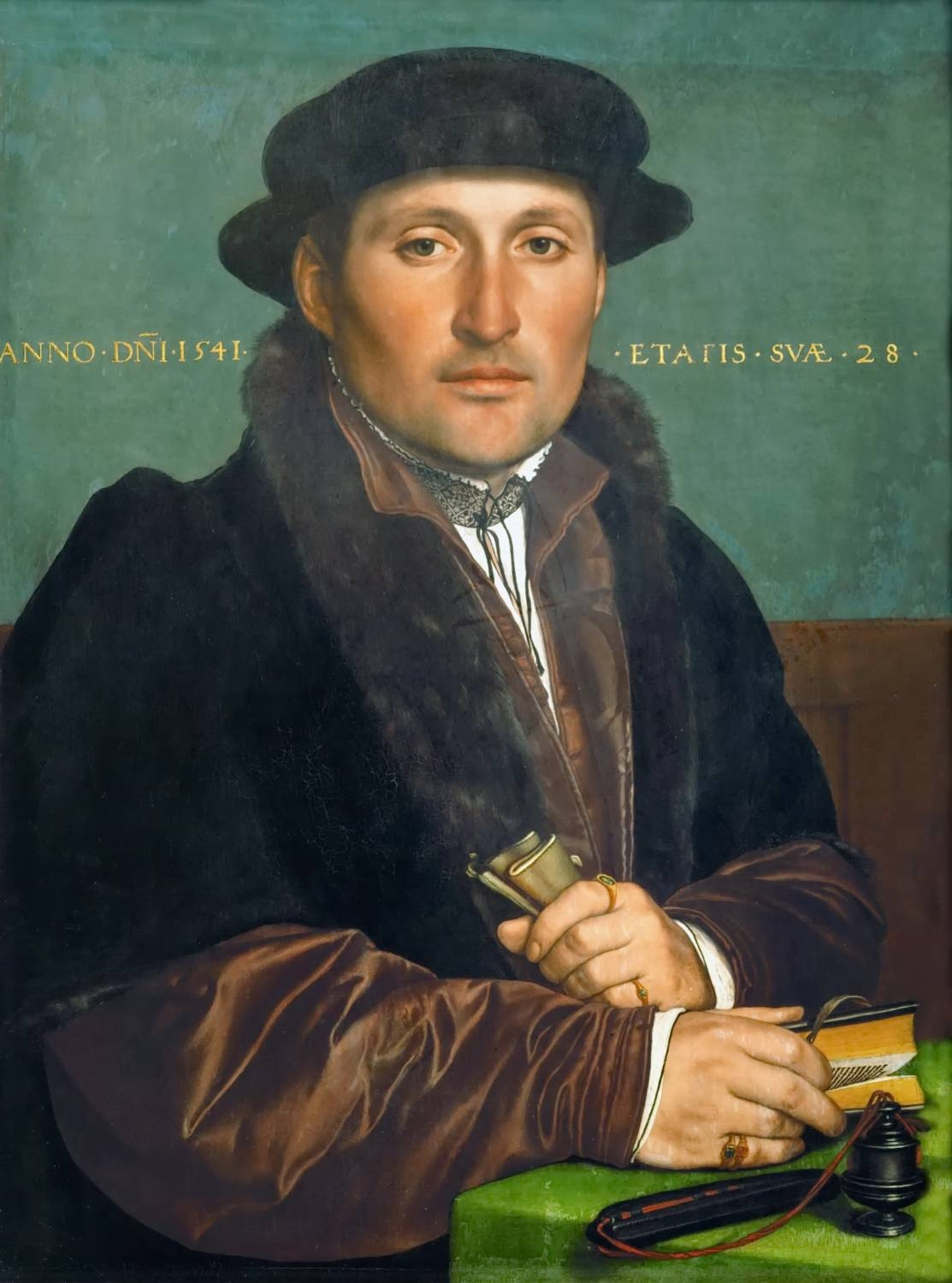
Portrait d'un jeune marchand 1541, Vienne
Antoine de Lorraine 1543, Berlin